# Диспраксија
Диспраксија је развојни  поремећај  делимичне неспособности у извођењу вољних сврсисходних моторних активности. Диспраксија се углавном односи на делимичну способност у извођењу покрета руку и органа орофацијалне регије. Поремећај је типичан за особе са незрелом левом хемисфером мозга.
Под праксијом се подразумева вољно извођење моторних активности усмерених ка одређеном циљу. Праксија је сложена моторна активност која се реализује учешћем читавог комплекса можданих области, при чему сваки део мозга има специфичну улогу у извршавању појединих компоненти вољне моторне активности. За планирање и иницијацију покрета неопходна је одговарајућа иницијација коју обезбеђује лимбички систем (емотивни центар), својим везама са кортексом, церебелумом и базалним ганглијама. У планирању спонтаних покрета одговорни су префронтални региони кортекса. Префронтални регион обезбеђује намеру, план и процедуралну шему моторне активности.
Стога развојна незрелост ових области коре доводи до губитка спонтаних моторних активности. Премоторни региони кортекса су одговорни за стварање моторних програма праксичне активности који се, преко примарног моторног кортекса, реализује ангажовањем одговарајуће мускулатуре. На нивоу премоторних региона врши се припрема покрета и регулисање положаја и избора плана акције. Оштећење премоторног кортекса доводи до дислуције комплексних облика моторног понашања на појединачне елементе и губитка мелокинетичких покрета.
У регулисању вољне моторне активности учествују соматосензорне области кортекса. Незрелост тог региона доводе до губитка аферентне компоненте моторне активности и настанка кинестетичке диспраксије.
На нивоу паријателног кортекса ствара се просторана мапа где ће се извршити моторна активност. Доводе до поремећаја просторне организације покрета и настанка конструкционе диспраксије. Мали мозак врши аутоматску контролу прецизности и складности покрета. У садејству са фронталним и асоцијативним областима кортекса, мали мозак учествује и у планирању покрета. Учествује и у планирању препрограмираних покрета путем церебело-таламо-кортикалне петље. У реализацији вољних моторних активности учествују таламус и базалне ганглије. Незрелост ове регије доводи до идеомоторне диспраксије.